# 吉田正己
吉田 正己（よしだ まさみ、1921年6月26日 - 1977年12月2日）は、ドイツ文学者。
北海道岩内郡共和町出身。浦和高等学校（旧制）卒、1948年東京帝国大学独文科卒。東京大学教養学部助教授、教授。1972年定年退官。
1977年12月2日、S字結腸癌のため死去。
フロイトなどを訳した。

## 共編著
- 『集中方式基礎ドイツ語講義』後藤武 共著 朝日出版社 1968
- 『12日間ドイツ文法めぐり』後藤武 共著 朝日出版社 1969
- 『シート版ドイツ語第一歩』後藤武 共著 白水社 1970
- 『ドイツ新聞を読もう』Joachim Glaubitz 共著 芸林書房 1969
- 『おぼえるための基本ドイツ語1200』後藤武 共著 朝日出版社 1975

## 翻訳
- 青春の罪 フランツ・ヴェルフェル 早川書房 1952（ウェルテル文庫）
- 幻想の未来 フロイド選集 第8巻 土井正徳共訳 日本教文社 1954
- ヒステリー研究 フロイド選集 第9巻 懸田克躬共訳 日本教文社 1955
- 独裁者の学校 エーリヒ・ケストナー みすず書房 1959
- クラヴィーゴ ゲーテ全集 第3巻 人文書院 1960
- デーミアン ヘッセ 世界名作全集34 筑摩書房 1961
- バンビの子供たち ザルテン動物文学全集 7 白水社 1961
- ジョゼフ・フーシェ ツヴァイク全集 第9巻 小野寺和夫、飯塚信雄共訳 みすず書房 1961
- 三人の自伝作家 ツヴァイク全集 第7巻 中田美喜、堀内明共訳 みすず書房 1962
- ムージル 若いテルレスの惑い、ヴェロニカ、グリージャ 世界の文学 第48 中央公論社 1966
- 文化論 フロイド選集 第6 改訂版 日本教文社 1970
- シラー たくらみと恋 世界の文学 5 中央公論社 1972